# ジョルジュ・オーリック
ジョルジュ・オーリック（Georges Auric, 1899年2月15日 - 1983年7月23日）は、フランスの作曲家。「フランス六人組」の一人として、また映画音楽の大家として知られる。『ムーラン・ルージュの歌』の作者である。

## 略歴
南仏エロー県のロデーヴ出身。15歳で最初に作品が出版されたほどの神童ぶりを発揮し、20歳になる前に、いくつかの舞台公演のために機会音楽を作曲し、管弦楽法を施した。
まだパリ音楽院に在学中の1920年に、エリック・サティやジャン・コクトーを庇護者とする「フランス六人組」に参加し、アヴァンギャルドの一員とみなされた。
コクトーが1930年代初頭に動画の制作に取りかかると、映画音楽の作曲を始める。フランスやイギリス、アメリカの映画産業に多くの楽曲を提供し、その方面で大家として成功を収めた。代表的な映画音楽に、『自由を我等に』（1931年）、『美女と野獣』（1946年）、『赤い風車（ムーラン・ルージュ）』（1952年、主題曲が非常に有名）、『ローマの休日』（1953年）、『恐怖の報酬』（Le Salaire de la Peur, 1955年）、『男の争い』（Rififi, 1956年）、『悲しみよこんにちは』（1958年）、『テレーズとイザベル』（1968年）などがある。
オーリックは、コクトーの規定した「六人組」の理念を映画音楽に持ち込み、単純明快で屈託のない表現と、はっきりと民謡を連想させる旋律やリズム、生命力あふれるオーケストレーションが特徴的である。映画音楽と並行して芸術音楽の作曲も続けていたが、1962年に映画音楽の作曲をやめてパリ・オペラ座の音楽監督に就任し、後にフランス音楽著作権協会の議長に就任した。
モンパルナス墓地に埋葬されている。

## 主要作品

### 映画音楽
- 詩人の血（1930年）
- 自由を我等に（1931年）
- シーザーとクレオパトラ（1945年）
- 美女と野獣（1946年）
- オルフェ（1949年）
- ラベンダー・ヒル・モブ（1951年）
- 夜ごとの美女（1952年）
- 赤い風車（ムーラン・ルージュ）（1952年）
- ローマの休日（1953年）
- 恐怖の報酬（1953年）
- アンリエットの巴里祭（1954年）
- 歴史は女で作られる（1956年）
- ノートルダムのせむし男（1956年）
- 居酒屋（1956年）
- 悲しみよこんにちは（1957年）
- 月夜の宝石（1958年）
- 恋ひとすじに（1958年）
- オルフェの遺言（1960年）
- クレーヴの奥方（1961年）
- さよならをもう一度（1961年）
- 大進撃（1966年）

### バレエ音楽
- エッフェル塔の花嫁花婿（1921年） - 「序曲」「リトルネロ」
「六人組」のオネゲル、ミヨー、プーランク、タイユフェールとの合作。
- うるさがた（1923年）
- 船乗りたち（1925年）
- ジャンヌの扇（1927年） - 「ロンドー」
イベール、ミヨー、プーランク、ラヴェル、ルーセル、フローラン・シュミットらとの合作。
- フェードル（1948年）
- 燃え上がる火（1952年）
- 画家とモデル（1969年）